# Gymnastiek op de Olympische Zomerspelen 2000
Gymnastiek is een van de sporten die beoefend werden tijdens de Olympische Zomerspelen 2000 in Sydney. Naast turnen en ritmische gymnastiek stond voor het eerst trampolinespringen als discipline op het programma.

## Turnen

### Heren

#### team
| rang   | sporter(s) | land | punten  |
| ------ | --- | ---- | ------- |
| Goud   | Yang Wei Zheng Lihui Li Xiaopeng Xing Aowei Huang Xu Xiao Junfeng                                              | CHN  | 231.919 |
| Zilver | Aleksandr Beresj Aleksandr Svetlitsjny Roman Zozoelja Valeri Gontsjarov Valeri Peresjkoera Roeslan Mjezjentsev | UKR  | 230.306 |
| Brons  | Aleksej Nemov Aleksej Bondarenko Maksim Alesjin Jevgeni Podgorny Nikolaj Krjoekov Dmitri Drevin                | RUS  | 230.019 |
| 4      | Naoya Tsukahara Kenichi Fujita Yoshihiro Saito Mutsumi Harada Akihiro Kasamatsu Norimasa Iwai                  | JPN  | 229.857 |
| 5      | Paul Hamm Blaine Wilson Stephen McCain Morgan Hamm Sean Townsend John Roethlisberger                           | USA  | 228.983 |
| 6      | Marian Drăgulescu Ioan Suciu Rareş Orzaţă Florentin Pescaru Marius Urzică Dorin Petcu                          | ROU  | 227.543 |
| 7      | Cho Seong-min Jung Jin-soo Lee Joo-hyung Kim Dong-hwa Lee Jang-hyung Yeo Hong-chul                             | KOR  |         |
| 8      | Ivan Ivankov Aleksej Sinkevitsj Ivan Pavlovsky Aleksandr Sjostak Vitaly Roednitsky Aleksandr Kroezjilov        | BLR  |         |

#### individuele meerkamp
| rang   | sporter(s)            | land | punten |
| ------ | --------------------- | ---- | ------ |
| Goud   | Aleksej Nemov         | RUS  | 58.474 |
| Zilver | Yang Wei              | CHN  | 58.361 |
| Brons  | Aleksandr Beresj      | UKR  | 58.212 |
| 4      | Ivan Ivankov          | BLR  | 58.024 |
| 5      | Aleksandr Svetlitsjny | UKR  | 57.950 |
| 6      | Blaine Wilson         | USA  | 57.936 |
| 7      | Aleksej Bondarenko    | RUS  | 57.924 |
| 8      | Jordan Jovtsjev       | BUL  | 57.887 |

#### vloer
| rang   | sporter(s)        | land | punten |
| ------ | ----------------- | ---- | ------ |
| Goud   | Igors Vihrovs     | LAT  | 9.812  |
| Zilver | Aleksej Nemov     | RUS  | 9.800  |
| Brons  | Jordan Jovtsjev   | BUL  | 9.787  |
| 4      | Yang Wei          | CHN  | 9.750  |
| 5      | Li Xiaopeng       | CHN  | 9.737  |
| 6      | Marian Drăgulescu | ROU  | 9.712  |
| 7      | Morgan Hamm       | USA  | 9.262  |
| 8      | Jevgeni Podgorny  | RUS  | 8.550  |

#### paard voltige
| rang   | sporter(s)       | land | punten |
| ------ | ---------------- | ---- | ------ |
| Goud   | Marius Urzică    | ROU  | 9.862  |
| Zilver | Eric Poujade     | FRA  | 9.825  |
| Brons  | Aleksej Nemov    | RUS  | 9.800  |
| 4      | Lee Jang-hyung   | KOR  | 9.775  |
| 5      | Pae Kil-Su       | PRK  | 9.762  |
| 6      | Zoltán Supola    | HUN  | 9.762  |
| 7      | Aleksandr Beresj | UKR  | 9.712  |
| 8      | Nikolaj Krjoekov | RUS  | 9.700  |

#### ringen
| rang   | sporter(s)           | land | punten |
| ------ | -------------------- | ---- | ------ |
| Goud   | Szilveszter Csollány | HUN  | 9.850  |
| Zilver | Dimosthenis Tampakos | GRE  | 9.762  |
| Brons  | Jordan Jovtsjev      | BUL  | 9.737  |
| 4      | Yang Wei             | CHN  | 9.712  |
| 5      | Ivan Ivankov         | BLR  | 9.700  |
| 6      | Marius Toba          | GER  | 9.675  |
| 7      | Norimasa Iwai        | JPN  | 9.662  |
| 8      | Roman Zozoelja       | UKR  | 9.637  |

#### sprong
| rang   | sporter(s)           | land | punten |
| ------ | -------------------- | ---- | ------ |
| Goud   | Gervasio Deferr      | ESP  | 9.625  |
| Zilver | Aleksej Bondarenko   | RUS  | 9.587  |
| Brons  | Leszek Blanik        | POL  | 9.475  |
| 4      | Aleksej Nemov        | RUS  | 9.456  |
| 5      | Sergej Fedortsjenko  | KAZ  | 9.399  |
| 6      | Blaine Wilson        | USA  | 9.362  |
| 7      | Ioannis Melissanidis | GRE  | 9.262  |
| 8      | Dieter Rehm          | SUI  | 9.006  |

#### brug
| rang   | sporter(s)    | land | punten |
| ------ | ------------- | ---- | ------ |
| Goud   | Li Xiaopeng   | CHN  | 9.825  |
| Zilver | Lee Joo-hyung | KOR  | 9.812  |
| Brons  | Aleksej Nemov | RUS  | 9.800  |
| 4      | Jung Jin-soo  | KOR  | 9.787  |
| 5      | Ivan Ivankov  | BLR  | 9.775  |
| 6      | Yann Cucherat | FRA  | 9.725  |
| 7      | Huang Xu      | CHN  | 9.650  |
| 8      | Marius Urzică | ROU  | 8.887  |

#### rekstok
| rang   | sporter(s)         | land | punten |
| ------ | ------------------ | ---- | ------ |
| Goud   | Aleksej Nemov      | RUS  | 9.787  |
| Zilver | Benjamin Varonian  | FRA  | 9.787  |
| Brons  | Lee Joo-hyung      | KOR  | 9.775  |
| 4      | Aleksej Bondarenko | RUS  | 9.762  |
| 5      | Aleksandr Beresj   | UKR  | 9.750  |
| 6      | Ilia Giorgadze     | GEO  | 9.625  |
| 7      | Dieter Rehm        | SUI  | 8.925  |
| 8      | Naoya Tsukahara    | JPN  | 8.825  |

### Dames

#### team
| rang   | sporter(s) | land | punten  |
| ------ | --- | ---- | ------- |
| Goud   | Andreea Răducan Simona Amânar Maria Olaru Loredana Boboc Andreea Isărescu Claudia Presăcan                             | ROU  | 154.608 |
| Zilver | Svetlana Chorkina Jekaterina Lobaznjoek Jelena Prodoenova Elena Zamolodtsjikova Anastassia Kolesnikova Anna Tsjepeleva | RUS  | 154.403 |
| Brons  | Elise Ray Amy Chow Kristin Maloney Dominique Dawes Tasha Schwikert-Warren Jamie Dantzscher                             | USA  | 152.933 |
| 4      | Esther Moya Laura Martínez Sara Moro Susana García Marta Cusidó Paloma Moro                                            | ESP  | 152.113 |
| 5      | Olga Rosjtsjoepkina Viktoria Karpenko Halyna Tyryk Tetjana Jarosj Olga Teslenko Alona Kvasja                           | UKR  | 151.846 |
| 6      | Lisa Skinner Allana Slater Brooke Walker Trudy McIntosh Alexandra Croak Melinda Cleland                                | AUS  |         |
| 7      | Delphine Regease Alexandra Soler Nelly Ramassamy Elvire Teza Anne-Sophie Endeler Ludivine Furnon                       | FRA  |         |
| DQ     | Yang Yun Dong Fangxiao Liu Xuan Ling Jie Huang Mandan Kui Yuanyuan                                                     | CHN  | 154.008 |

#### individuele meerkamp
| rang   | sporter(s)            | land | punten |
| ------ | --------------------- | ---- | ------ |
| Goud   | Simona Amânar         | ROU  | 38.642 |
| Zilver | Maria Olaru           | ROU  | 38.581 |
| Brons  | Liu Xuan              | CHN  | 38.418 |
| 4      | Jekaterina Lobaznjoek | RUS  | 38.393 |
| 5      | Yang Yun              | CHN  | 38.305 |
| 6      | Elena Zamolodtsjikova | RUS  | 38.268 |
| 7      | Olga Rosjtsjoepkina   | UKR  | 38.205 |
| 8      | Lisa Skinner          | AUS  | 38.193 |

#### sprong
| rang   | sporter(s)            | land | punten |
| ------ | --------------------- | ---- | ------ |
| Goud   | Elena Zamolodtsjikova | RUS  | 9.731  |
| Zilver | Andreea Răducan       | ROU  | 9.693  |
| Brons  | Jekaterina Lobaznjoek | RUS  | 9.674  |
| 4      | Esther Moya           | ESP  | 9.618  |
| 5      | Laura Martínez        | ESP  | 9.612  |
| 6      | Simona Amânar         | ROU  | 9.537  |
| 7      | Dong Fangxiao         | CHN  | 9.487  |
| 8      | Denisse López         | MEX  | 8.843  |

#### brug met ongelijke leggers
| rang   | sporter(s)          | land | punten |
| ------ | ------------------- | ---- | ------ |
| Goud   | Svetlana Chorkina   | RUS  | 9.862  |
| Zilver | Ling Jie            | CHN  | 9.837  |
| Brons  | Yang Yun            | CHN  | 9.787  |
| 4      | Viktoria Karpenko   | UKR  | 9.775  |
| 5      | Tatjana Zjarganova  | BLR  | 9.737  |
| 6      | Olga Rosjtsjoepkina | UKR  | 9.725  |
| 7      | Jelena Prodoenova   | RUS  | 9.650  |
| 8      | Elvire Teza         | FRA  | 9.512  |

#### evenwichtsbalk
| rang   | sporter(s)            | land | punten |
| ------ | --------------------- | ---- | ------ |
| Goud   | Liu Xuan              | CHN  | 9.825  |
| Zilver | Jekaterina Lobaznjoek | RUS  | 9.787  |
| Brons  | Jelena Prodoenova     | RUS  | 9.775  |
| 4      | Claudia Presăcan      | ROU  | 9.750  |
| 5      | Tetjana Jarosj        | UKR  | 9.712  |
| 6      | Maria Olaru           | ROU  | 9.700  |
| 7      | Ling Jie              | CHN  | 9.675  |
| 8      | Elise Ray             | USA  | 9.387  |

#### vloer
| rang   | sporter(s)            | land | punten |
| ------ | --------------------- | ---- | ------ |
| Goud   | Elena Zamolodtsjikova | RUS  | 9.850  |
| Zilver | Svetlana Chorkina     | RUS  | 9.812  |
| Brons  | Simona Amânar         | ROU  | 9.712  |
| 4      | Esther Moya           | ESP  | 9.700  |
| 5      | Yang Yun              | CHN  | 9.637  |
| 6      | Dong Fangxiao         | CHN  | 9.537  |
| 7      | Andreea Răducan       | ROU  | 9.275  |
| 8      | Lisa Skinner          | AUS  | 9.012  |

## Ritmische Sportgymnastiek

### individuele meerkamp
| rang   | sporter(s)          | land | punten |
| ------ | ------------------- | ---- | ------ |
| Goud   | Joelia Barsoekova   | RUS  | 39.632 |
| Zilver | Julia Raskina       | BLR  | 39.548 |
| Brons  | Alina Kabajeva      | RUS  | 39.466 |
| 4      | Jelena Vitritsjenko | UKR  | 39.408 |
| 5      | Eva Serrano         | FRA  | 39.390 |
| 6      | Tamara Jerofejeva   | UKR  | 39.000 |
| 7      | Evmorfia Ntona      | GRE  | 38.982 |
| 8      | Valeria Vatkina     | BLR  | 38.957 |

### team
| rang   | sporter(s)                                                                                                 | land | punten |
| ------ | --- | ---- | ------ |
| Goud   | Irina Belova Natalja Lavrova Maria Netejesova Viera Sjimanskaja Irina Zilber Jelena Tsjalamova             | RUS  | 39.500 |
| Zilver | Tatjana Ananko Tatjana Bjelan Anna Glaskova Irina Iljenkova Maria Lazoek Olga Poezjevitsj                  | BLR  | 39.500 |
| Brons  | Eirini Aindili Evangelia Christodoulou Maria Georgatou Zacharoula Karyami Charikleia Pantazi Anna Pollatou | GRE  | 39.283 |
| 4      | Friederike Artl Susan Benicke Jeanine Fissler Selma Neuhaus Jessica Schumacher Annika Seibel               | GER  | 38.899 |
| 5      | Ayako Inada Yukari Mizobe Yukari Murata Rie Nakashima Masami Nakata                                        | JPN  | 38.550 |
| 6      | Elena Amato Eva D'Amore Silvia Gregorini Noemi Iezzi Roberta Lucentini Arianna Rusca                       | ITA  | 38.483 |
| 7      | Gabriela Atanasova Zjaneta Ilieva Proletina Kaltsjeva Eleonora Kezjova Galina Marinova Kristina Ranguelova | BUL  | 38.432 |
| 8      | Camila Amarante Natalia Eidt Flavia Faria Alessandra Guidugli Thalita Nakadomari Dayane Silva              | BRA  | 38.266 |

## Trampoline

### Heren

#### individueel
| rang   | sporter(s)           | land | punten |
| ------ | -------------------- | ---- | ------ |
| Goud   | Aleksandr Moskalenko | RUS  | 41.70  |
| Zilver | Ji Wallace           | AUS  | 39.30  |
| Brons  | Mathieu Turgeon      | CAN  | 39.10  |
| 4      | David Martin         | FRA  | 38.80  |
| 5      | Dimitri Poljaroesj   | BLR  | 38.10  |
| 6      | Lee Brearley         | GBR  | 37.90  |
| 7      | Alan Villafuerte     | NED  | 27.60  |
| 8      | Aleksandr Tsjernonos | UKR  | 7.50   |

### Dames

#### individueel
| rang   | sporter(s)         | land | punten |
| ------ | ------------------ | ---- | ------ |
| Goud   | Irina Karavajeva   | RUS  | 38.90  |
| Zilver | Oksana Tsyhoeleva  | UKR  | 37.70  |
| Brons  | Karen Cockburn     | CAN  | 37.40  |
| 4      | Jekaterina Khilko  | UZB  | 36.60  |
| 5      | Natalia Karpenkova | BLR  | 35.80  |
| 6      | Akiko Furu         | JPN  | 35.30  |
| 7      | Roesoedan Choperia | GEO  | 34.10  |
| 8      | Anna Dogonadze     | GER  | 5.00   |

## Medaillespiegel
| rang   | land        | goud | zilver | brons | totaal |
| ------ | ----------- | ---- | ------ | ----- | ------ |
| 1      | Rusland     | 9    | 5      | 6     | 20     |
| 2      | China       | 3    | 2      | 3     | 8      |
| 3      | Roemenië    | 3    | 2      | 1     | 6      |
| 4      | Hongarije   | 1    | 0      | 0     | 1      |
| 4      | Letland     | 1    | 0      | 0     | 1      |
| 4      | Spanje      | 1    | 0      | 0     | 1      |
| 7      | Oekraïne    | 0    | 2      | 1     | 3      |
| 8      | Frankrijk   | 0    | 2      | 0     | 2      |
| 8      | Wit-Rusland | 0    | 2      | 0     | 2      |
| 10     | Zuid-Korea  | 0    | 1      | 1     | 2      |
| 10     | Griekenland | 0    | 1      | 1     | 2      |
| 12     | Australië   | 0    | 1      | 0     | 1      |
| 13     | Bulgarije   | 0    | 0      | 2     | 2      |
| 13     | Canada      | 0    | 0      | 2     | 2      |
| 15     | Polen       | 0    | 0      | 1     | 1      |
| totaal | totaal      | 18   | 18     | 18    | 54     |